# 주멕시코 대한민국 대사관
주 멕시코 대한민국 대사관(스페인어: Embajada de Corea del Sur en México)은 1962년 멕시코 멕시코시티에 개설된 대한민국 외교부 소속의 대사관이다.

## 역대 공관장
| 대수        | 성명           | 임명   |
| ----------- | -------------- | ------ |
| 제1대 대사  | 이성가(李成佳) | 1962년 |
| 제2대 대사  | 오천석(吳天錫) | 1964년 |
| 제3대 대사  | 최경록(崔慶祿) | 1967년 |
| 제4대 대사  | 이창희(李昌熙) | 1972년 |
| 제5대 대사  | 장상문(張相文) | 1975년 |
| 제6대 대사  | 현시학(玄時學) | 1978년 |
| 제7대 대사  | 신동원(申東元) | 1981년 |
| 제8대 대사  | 구충희(具忠會) | 1984년 |
| 제9대 대사  | 탁나현(卓羅鉉) | 1987년 |
| 제10대 대사 | 이복형(李福衡) | 1989년 |
| 제11대 대사 | 이상진(李相振) | 1993년 |
| 제12대 대사 | 나원찬(羅元燦) | 1996년 |
| 제13대 대사 | 주진엽(朱進燁) | 1999년 |
| 제14대 대사 | 강웅식(姜雄植) | 2001년 |
| 제15대 대사 | 조규형(曺圭瀅) | 2003년 |
| 제16대 대사 | 원종찬(元鍾贊) | 2006년 |
| 제17대 대사 | 조환복(趙煥復) | 2009년 |
| 제18대 대사 | 홍성화(洪性禾) | 2012년 |
| 제19대 대사 | 전비호(全飛虎) | 2015년 |
| 제20대 대사 | 김상일(金尙一) | 2018년 |
| 제21대 대사 | 허태완         | 2022년 |

## 같이 보기
- 대한민국-멕시코 관계
- 주한 멕시코 대사관
- 대한민국의 재외공관 목록
- 멕시코 주재 외국공관 목록